# Марисін (Свідницький повіт)
Марисін (пол. Marysin) — село в Польщі, у гміні П'яскі Свідницького повіту Люблінського воєводства.
Населення — 100 осіб (2011).
У 1975-1998 роках село належало до Люблінського воєводства.

## Демографія
Демографічна структура станом на 31 березня 2011 року:
|          | Загалом | Допрацездатний вік | Працездатний вік | Постпрацездатний вік |
| -------- | ------- | ------------------ | ---------------- | -------------------- |
| Чоловіки | 46      | 7                  | 29               | 10                   |
| Жінки    | 54      | 6                  | 28               | 20                   |
| Разом    | 100     | 13                 | 57               | 30                   |